# Cajetan Bouvier
Cajetan Xavier Bouvier (* 3. Mai 1795 in Windischgrätz; †  30. November 1863 in Graz) war ein österreichischer Jurist und Politiker.

## Leben
Bouvier war der Sohn des Kaufmanns Cajetan Bouvier und dessen Ehefrau Elisabeth geborene Puchmann. Er war katholischer Konfession und besuchte zunächst die deutsche Schule in Windischgrätz, ab 1804 die Normalschule in Cilli und ab 1806 das Gymnasium in Graz. Von 1812 bis 1821 studierte er Rechtswissenschaften an der Universität Graz und der Universität Wien, wo er 1821 zum Dr. jur. et pol. promoviert wurde.
Bis 1819 war er Zivilgerichtspraktikant in Graz, bevor er von 1819 bis 1821 Doktorand in Wien lebte. Zwischen 1821 und 1825 arbeitete er als Advokaturspraktikant in Graz und von 1825 bis 1826 als Kriminalgerichtspraktikant in Wien. Danach arbeitete er als Rechtsanwalt. Von 1826 bis 1829 war er Dikasterialadvokat in Innsbruck, von 1829 bis 1855 Hof- und Gerichtsadvokat, zunächst in Leoben, von 1831 bis 1837 in Graz, von 1837 bis 1839 in Wien und seit 1839 in Graz. Seit 1831 war er auch Mitglied der Juristenfakultät in Wien. 1855 trat er in den Ruhestand und lebte dann in Graz. Daneben war er auch Gutsbesitzer auf Schloss Trautenburg bei Leutschach in der Steiermark.
Vom 18. Mai 1848 bis zum 17. Februar 1849 gehörte er für den Wahlkreis 10. Steiermark (Gonobitz) der Frankfurter Nationalversammlung an. Dort blieb er fraktionslos und stimmte mit dem Rechten Zentrum. Sein Nachfolger im Parlament wurde Carl von Formacher.